# Mentor (Wisconsin)
Mentor – miasto w Stanach Zjednoczonych, w stanie Wisconsin, w hrabstwie Clark.